# Antennarius nummifer
Espèce
Le poisson-pêcheur à tâche dorsale, de nom scientifique Antennarius nummifer, est un poisson de la famille des Antennariidae, trouvé dans les récifs marins subtropicaux, jusqu'à 300 mètres de profondeur. Cette espèce peut être commercialisée pour l'aquariophilie.

## Morphologie

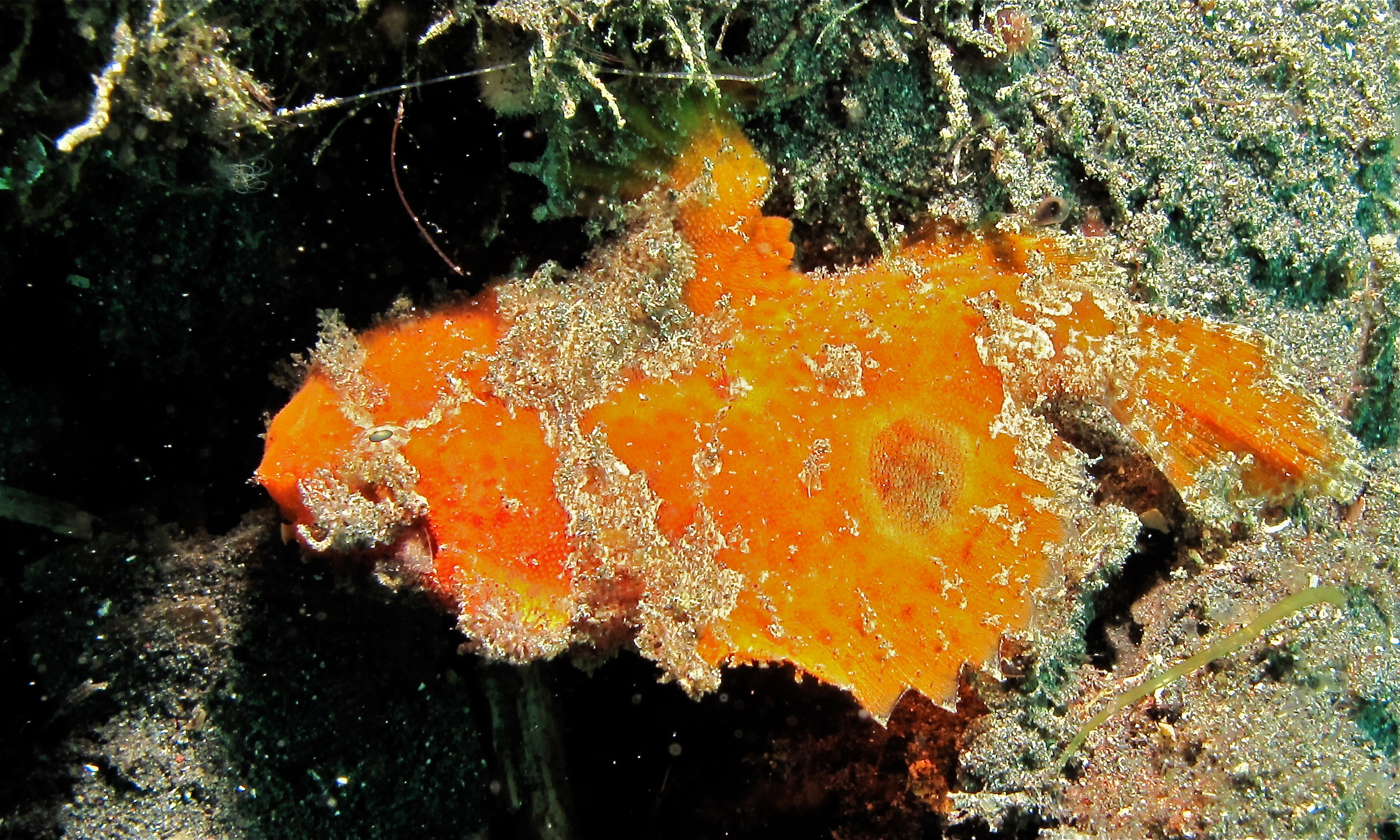
Antennarius nummifer (Sulawesi, Indonésie)

Antennarius nummifer peut mesurer jusqu'à 13 centimètres.

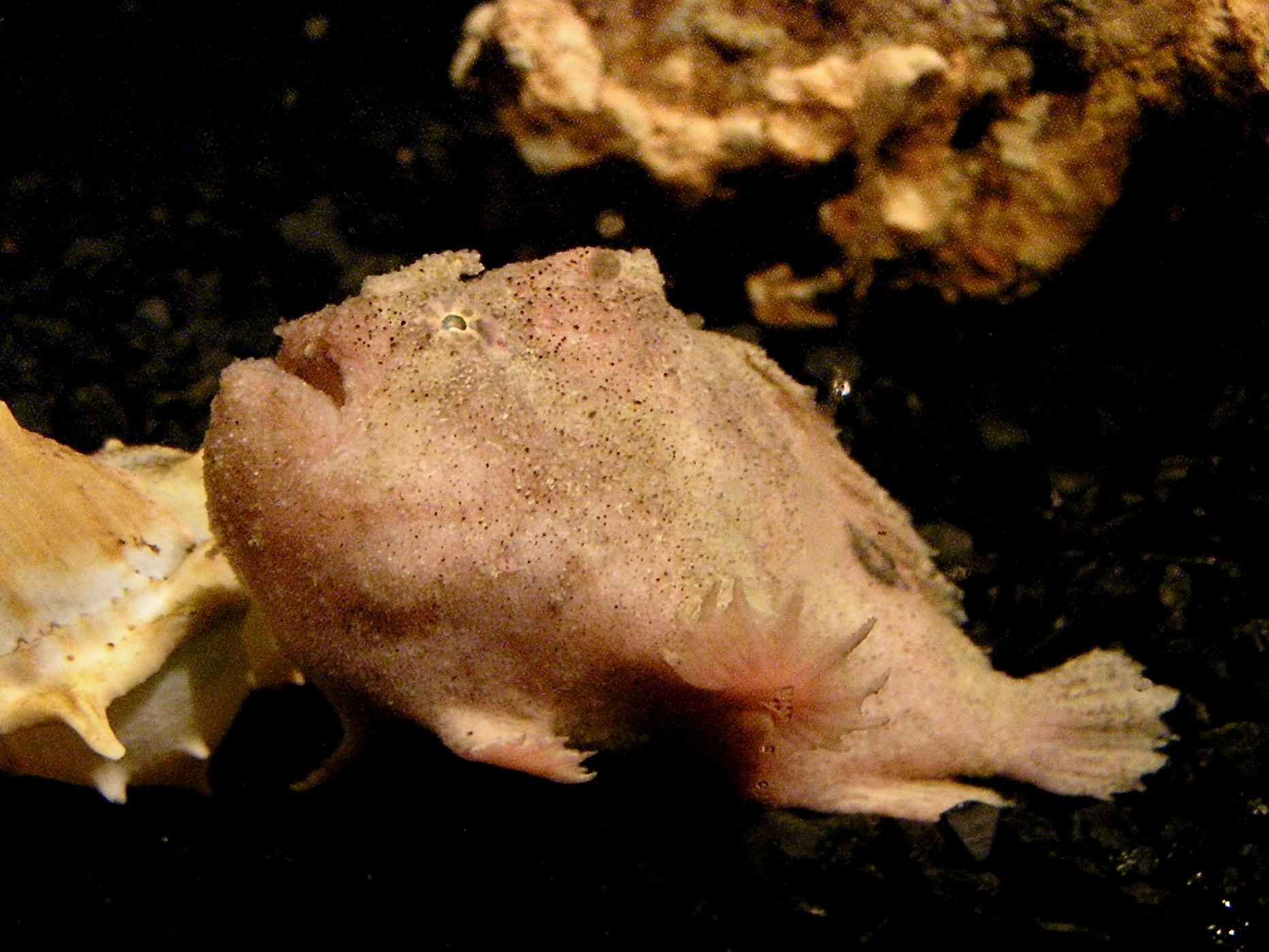
Poisson-pêcheur à tache dorsale, aquarium Sea Life Bangkok Ocean World, Bangkok, Thaïlande

## Environnement
Ce poisson vit près des récifs à une profondeur comprise entre 0 et 293 mètres. Il peut changer de couleur pour se camoufler, afin de se cacher à la vue des prédateurs. Il est capable d'attirer ses proies avec un pédoncule attaché entre ses yeux, qui imite les mouvements de leurs proies. Sa bouche peut être ouverte et élargie jusqu'à atteindre la même taille que son corps, afin d'attraper et d'avaler ses proies. Il se nourrit de petits poissons, de crustacés et de vers.